# Krzyk – Losing Control
Krzyk – Losing Control ist ein deutscher Spielfilm von Ewa Wikiel aus dem Jahr 2024. Die Uraufführung des Dramas erfolgte im Januar im Rahmen des Filmfestival Max Ophüls Preis 2024, wo das Werk in den Spielfilm-Wettbewerb aufgenommen wurde.

## Handlung
Lena lebt mit ihrem Freund Jakob zusammen und arbeitet als Bakteriologin. Als sie nach einem harten Arbeitstag in den Feierabend aufbricht, wird sie auf der Autobahnfahrt mit einem schrecklichen Unfall konfrontiert. Sie fährt an einem brennenden Auto vorbei und hört den Todesschrei einer Frau. Zu Hause angekommen, erwähnt Lena den Vorfall gegenüber Jakob nur flüchtig. Dennoch ist sie von dem Vorfall stark erschüttert. Sie findet nachts keinen Schlaf mehr und versucht sich mit viel Arbeit abzulenken. Doch die Erinnerung lässt sie nicht los. Lena beginnt daraufhin, die Identität der Verstorbenen und macht sich auf die Suche nach der Familie des Unfallopfers. Obwohl sie eigentlich nur ihr Beileid bekunden wollte, lässt sie die Verstorbene nicht los. Lena dringt immer tiefer in ihr Leben ein. Dabei droht sie immer mehr, die Kontrolle über ihr eigenes zu verlieren.

## Hintergrund
Krzyk – Losing Control ist der Abschlussfilm und gleichzeitig das Spielfilmdebüt von Ewa Wikiel, Filmstudentin an der Deutsche Film- und Fernsehakademie Berlin (DFFB). Das Drehbuch basiert auf einer wahren Begebenheit, die die Regisseurin und Drehbuchautorin erlebte.

## Veröffentlichung
Krzyk – Losing Control wurde am 23. Januar 2024 im Rahmen des Filmfestivals Max Ophüls Preis uraufgeführt.